# Нантис (Сан-Паулу)
Нантис (порт. Nantes) — муниципалитет в Бразилии, входит в штат Сан-Паулу. Составная часть мезорегиона Ассис. Входит в экономико-статистический микрорегион Асис. Население составляет 2188 человек на 2006 год. Занимает площадь 285,415 км². Плотность населения — 7,7 чел./км².

## История
Город основан 22 мая 1901 года.

## Статистика
- Валовой внутренний продукт на 2003 составляет 44 646 365,00 реалов (данные: Бразильский институт географии и статистики).
- Валовой внутренний продукт на душу населения на 2003 составляет 20 065,78 реала (данные: Бразильский институт географии и статистики).
- Индекс развития человеческого потенциала на 2000 составляет 0,722 (данные: Программа развития ООН).